# Giorgio Borg Olivier
Giorgio Borg Olivier, född den 5 juli 1911 i Valletta, Malta, död den 29 oktober 1980 i Valletta, var två gånger Maltas premiärminister som ledare av Nationalistpartiet. Han var också ledare av oppositionen mellan 1955 och 1958 samt mellan 1971 och 1977 då han avgick som nationalistpartiets ledare. Han behöll sin plats i parlamentet fram till sin död 1980.

## Biografi
Borg Olivier fick sin utbildning vid Maltas Lyceum och därefter vid Royal University of Malta där han tog sin juris doktors-grad 1937. År 1939 valdes han in i regeringsrådet och vid återinsättande av en ansvarig regering 1947 valdes han in i den lagstiftande församlingen och blev senare ställföreträdande ledare av oppositionen.
År 1950 höll han posten som minister för arbeten och återuppbyggnad och posten som undervisningsminister i den nationalistiska minoritetsregeringen ledd av Enrico Mizzi. Efter dennes död i december 1950 övertog Borg Olivier posterna som premiärminister och justitieminister.
Efter de allmänna valen i maj 1951 bildade Borg Olivier en koalitionsregering med Maltas arbetarparti och var regeringschef till 1955, för att efter valförlust bli oppositionsledare från 1955 till 1958.
Efter valet i februari 1962 kunde Borg Olivier åter bilda regering efter att ha fått igenom viktiga ändringar i konstitutionen. Förutom att vara statsminister höll han också portföljen som ekonomi- och finansminister. I juni gjorde han en formell begäran om Maltas självständighet och i september samma år deltog han i möte med Commonwealth Prime Ministers. Efter fortsatta förhandlingar meddelades i slutet av 1963 att Malta skulle bli självständigt.
Efter beredning av konstitutionen för ett oberoende Malta som godkändes av parlamentet och som godkänts i en folkomröstning i februari 1964, kunde Borg Olivier fastställa den 21 september som Maltas självständighetsdag. På självständighetsdagen tilldelades han hedersdoktorat i litteratur vid Maltas Universitet.
Efter Borg Oliviers död följdes hans begravning av tusentals människor som kommit till Valletta för att ge honom sin sista hyllning. Detta markerade en ny era för Nationalistpartiet som då var oppositionsparti. Ett monument för att hedra Borg Olivier uppfördes på Castille Square i Valletta vid firandet av 25-årsminnet av självständigheten.